# Lebachia
La lebachia (gen. Lebachia), nota anche come Walchia, è una pianta estinta, vissuta tra il Carbonifero superiore e il Permiano inferiore (310 - 290 milioni di anni fa). È considerata una delle più antiche conifere. I resti sono stati ritrovati in Europa e Nordamerica.

## Descrizione e classificazione
Questo albero, alto più di dieci metri, era già piuttosto simile alle attuali conifere e in particolar modo agli attuali cipressi. Sono noti numerosi fossili di queste piante: attualmente, solo i rami e le foglie sono noti con il nome Walchia, mentre i tronchi sono ascritti al genere Walchiopremnon, gli strobili al genere Walchiostrobus e alcuni coni maschili di incerta classificazione sono noti come Walchianthus. Sono note numerose specie di Walchia, tra cui Walchia piniformis e W. hypnoides. Nel 2003 una ridescrizione delle conifere primitive ad opera di Rothwell e Mapes ha stabilito che gran parte delle specie precedentemente ascritte a Walchia fossero da considerare appartenenti al genere Utrechtia. Altre conifere simili, note come Voltziales, erano Voltzia e Ullmannia.

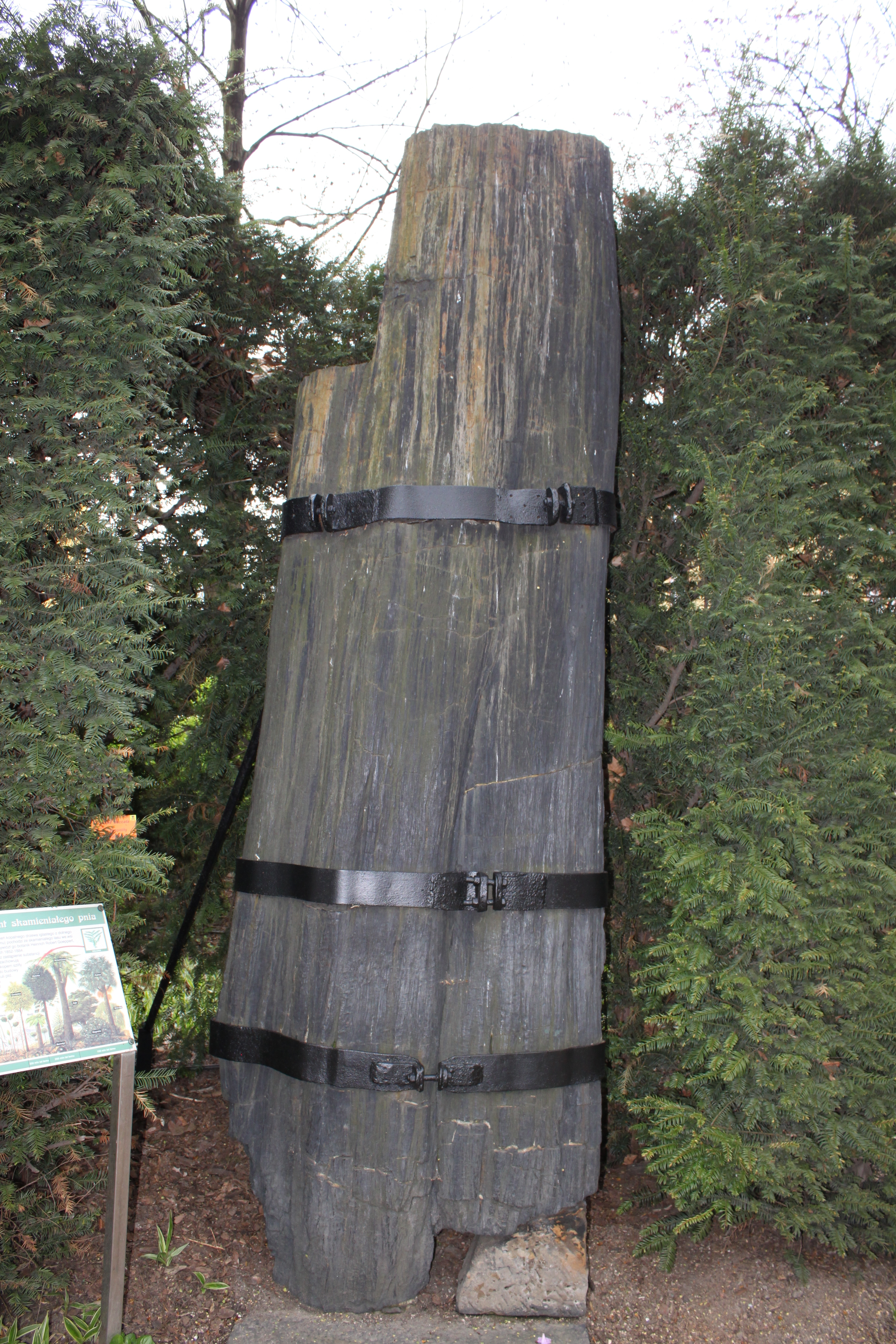
Tronco di Lebachia

## Fossili
Una "foresta fossile" costituita in gran parte da tronchi di Lebachia è stata rinvenuta nella zona di Brule, sulla costa dello stretto di Northumberland in Nuova Scozia. Oltre ai ceppi di Lebachia sono note impronte fossili di insetti e vertebrati primitivi. Numerosi fossili di foglie di Lebachia sono stati ritrovati in Nuovo Messico.

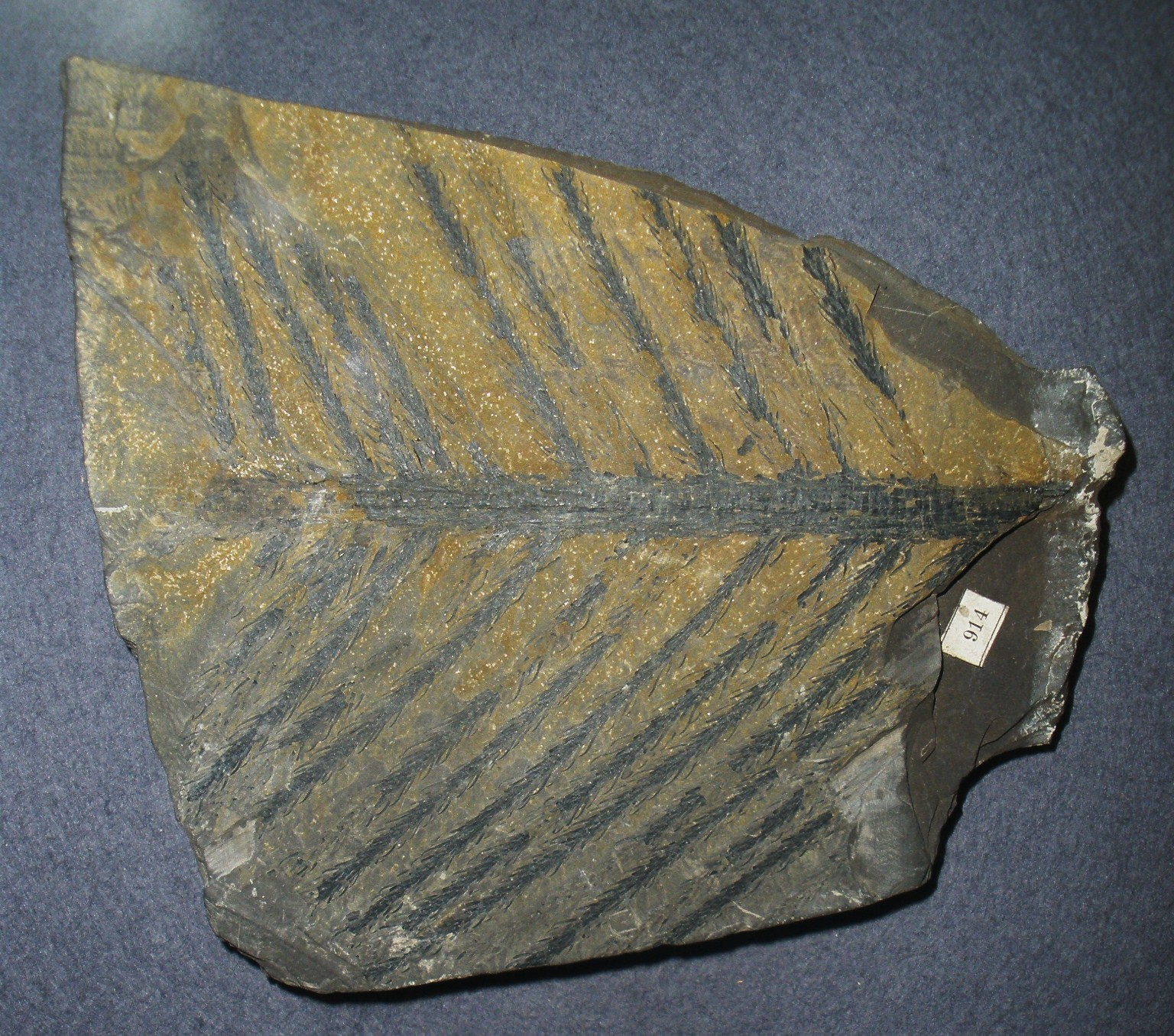
Lebachia (=Walchia) piniformis